# Passeio Wales Coast

O Passeio Wales Coast (Wales Coast Path em inglês; Llwybr Arfordir Cymru em galês) é uma caminhada no Gales que começa em Chepstow, no sul, e chega até Queensferry, no norte do País, por cerca 1.400 km. Foi inaugurado em 5 de maio 2012. O Passeio atravessa onze Reservas Naturais Nacionais e outras Reservas, entre as quais o Passeio Pembrokeshire e as Reservas administradas pelo The Wildlife Trusts e pela Royal Society for the Protection of Birds. Lonely Planet deu o primeiro lugar à Costa do Gales, no seu Best in Travel de 2012.

## História
O Passeio foi projetado pelo Governo Galés em colaboração com o Countryside Council for Wales, 16 administrações locais e dois Parques Nacionais. Desde 2007 o governo galés gastou cerca 2 bilhões de esterlinas cada ano para este projeto. O percurso è de cerca 870 milhas (1.400 km) .
Foi inaugurado em 5 de maio 2012 e è o primeiro passeio que percorre todo o País

## Referencias
1. ↑  BBC News Wales - All-Wales coast path nears completion
2. ↑  www.firstnature.com - Wales Coast Path
3. ↑  Lonely Planet - Lonely Planet’s Best in Travel: top 10 regions for 2012
4. ↑  «Welsh Government website - Coastal Access». Consultado em 9 de dezembro de 2013. Arquivado do original em 15 de março de 2012
5. ↑  The Long-Distance Walkers Association - Wales Coast Path
6. ↑  Offa's Dyke Path National Trail
7. ↑  The world's first coastal path to cover an entire country has been officially opened
8. ↑  «Wales Coast Path set for a boost as entrepreneurs get to work». Consultado em 9 de dezembro de 2013. Arquivado do original em 21 de abril de 2013
9. ↑  The Guardian, Wales coastal path offers a walk on the wild – and industrial – side

## Galeria fotográfica

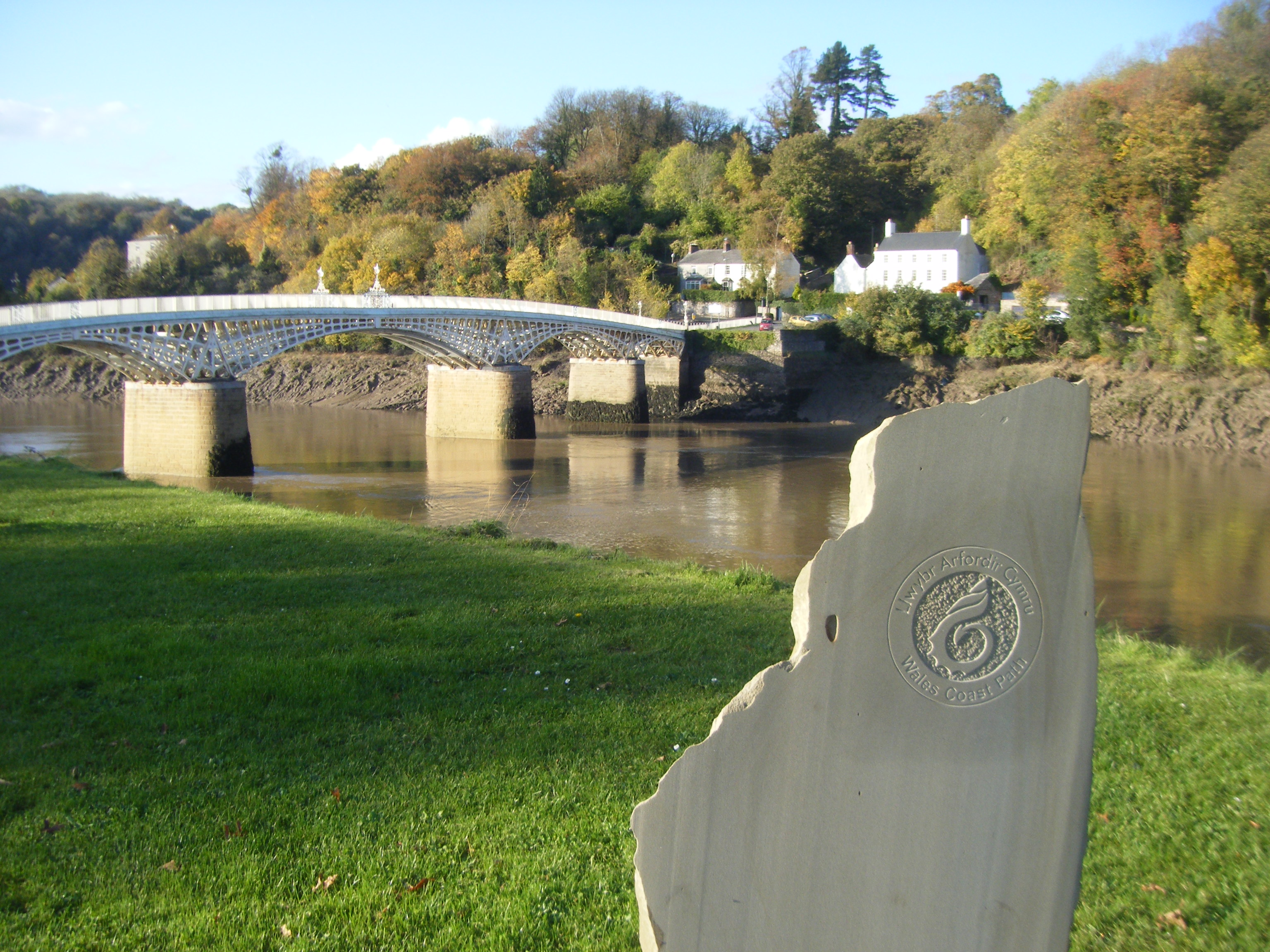
A pedra em Chepstow que marca o extremo sul do Passeio